# Aprostocetus colliguayae
Aprostocetus colliguayae is een vliesvleugelig insect uit de familie Eulophidae. De wetenschappelijke naam is voor het eerst geldig gepubliceerd in 1873 door Philippi.